# (34782) 2001 RV72
2001 RV72 (asteroide 34782) é um asteroide da cintura principal. Possui uma excentricidade de 0.13055790 e uma inclinação de 3.76838º.
Este asteroide foi descoberto no dia 10 de setembro de 2001 por LINEAR em Socorro.